# Argemiro Vacca
Argemiro Vacca (n. Cartagena, Bolívar, Colombia; 25 de febrero de 1989) es un futbolista profesional colombiano. Se desempeña como volante con perfil izquierdo y su equipo actual es Gualaceo Sporting Club de la Serie B de Ecuador.

## Clubes
| Club                | País     | Año             |
| ------------------- | -------- | --------------- |
| Deportes Tolima     | Colombia | 2008            |
| Expreso Rojo        | Colombia | 2009            |
| América de Cali     | Colombia | 2010            |
| Deportivo Pasto     | Colombia | 2011            |
| Foraleza CEIF       | Colombia | 2011 - 2012     |
| Real Cartagena      | Colombia | 2012            |
| Patriotas Boyacá    | Colombia | 2013            |
| Cortuluá            | Colombia | 2013            |
| Fortaleza CEIF      | Colombia | 2014            |
| Unión Magdalena     | Colombia | 2015            |
| Honduras Progreso   | Honduras | 2016 - 2017     |
| Cantera del Jubones | Ecuador  | 2018            |
| Gualaceo SC         | Ecuador  | 2019 - Presente |

## Estadísticas
- Fuente

La siguiente tabla, detalla los encuentros disputados y los goles marcados por Argemiro Vacca en los clubes en los que ha militado.
| Club                        | Div           | Temporada     | Liga  | Liga  | Copa Nacional * | Copa Nacional * | Copa Internacional ** | Copa Internacional ** | Total | Total | Prom. · |
| Club                        | Div           | Temporada     | Part. | Goles | Part.           | Goles           | Part.                 | Goles                 | Part. | Goles | Prom. · |
| --------------------------- | ------------- | ------------- | ----- | ----- | --------------- | --------------- | --------------------- | --------------------- | ----- | ----- | ------- |
| Deportes Tolima · Colombia  | 1.ª           | 2008          | 4     | 0     | 0               | 0               | 0                     | 0                     | 4     | 0     | 0,00    |
| Deportes Tolima · Colombia  | Total         | Total         | 4     | 0     | 0               | 0               | 0                     | 0                     | 4     | 0     | 0,00    |
| Expreso Rojo · Colombia     | 2.ª           | 2009          | 20    | 0     | 0               | 0               | 0                     | 0                     | 20    | 0     | 0,00    |
| Expreso Rojo · Colombia     | Total         | Total         | 20    | 0     | 0               | 0               | 0                     | 0                     | 20    | 0     | 0,00    |
| América de Cali · Colombia  | 1.ª           | 2010          | 13    | 1     | 0               | 0               | 0                     | 0                     | 13    | 1     | 0,08    |
| América de Cali · Colombia  | Total         | Total         | 13    | 1     | 0               | 0               | 0                     | 0                     | 13    | 1     | 0,08    |
| Deportivo Pasto · Colombia  | 2.ª           | 2011          | 17    | 3     | 2               | 0               | 0                     | 0                     | 19    | 3     | 0,16    |
| Deportivo Pasto · Colombia  | Total         | Total         | 17    | 3     | 2               | 0               | 0                     | 0                     | 19    | 3     | 0,16    |
| Foraleza CEIF · Colombia    | 2.ª           | 2011          | 15    | 6     | 0               | 0               | 0                     | 0                     | 15    | 6     | 0,40    |
| Foraleza CEIF · Colombia    | 2.ª           | 2012          | 16    | 3     | 6               | 4               | 0                     | 0                     | 22    | 7     | 0,32    |
| Foraleza CEIF · Colombia    | Total         | Total         | 31    | 9     | 6               | 4               | 0                     | 0                     | 37    | 13    | 0,35    |
| Real Cartagena · Colombia   | 1.ª           | 2012          | 3     | 0     | 0               | 0               | 0                     | 0                     | 3     | 0     | 0,00    |
| Real Cartagena · Colombia   | Total         | Total         | 3     | 0     | 0               | 0               | 0                     | 0                     | 3     | 0     | 0,00    |
| Patriotas Boyacá · Colombia | 1.ª           | 2012          | 3     | 0     | 4               | 0               | 0                     | 0                     | 7     | 0     | 0,00    |
| Patriotas Boyacá · Colombia | Total         | Total         | 3     | 0     | 4               | 0               | 0                     | 0                     | 7     | 0     | 0,00    |
| Cortuluá · Colombia         | 2.ª           | 2013          | 19    | 8     | 0               | 0               | 0                     | 0                     | 19    | 8     | 0,42    |
| Cortuluá · Colombia         | Total         | Total         | 19    | 8     | 0               | 0               | 0                     | 0                     | 19    | 8     | 0,42    |
| Foraleza CEIF · Colombia    | 1.ª           | 2014          | 14    | 1     | 0               | 0               | 0                     | 0                     | 14    | 1     | 0,07    |
| Foraleza CEIF · Colombia    | Total         | Total         | 14    | 1     | 0               | 0               | 0                     | 0                     | 14    | 1     | 0,07    |
| Unión Magdalena · Colombia  | 2.ª           | 2015          | 9     | 0     | 1               | 0               | 0                     | 0                     | 10    | 0     | 0,00    |
| Unión Magdalena · Colombia  | Total         | Total         | 9     | 0     | 1               | 0               | 0                     | 0                     | 10    | 0     | 0,00    |
| Honduras Progreso Honduras  | 1.ª           | 2016          | 0     | 0     | 0               | 0               | 0                     | 0                     | 0     | 0     | 0,00    |
| Honduras Progreso Honduras  | Total         | Total         | 0     | 0     | 0               | 0               | 0                     | 0                     | 0     | 0     | 0,00    |
| Total carrera               | Total carrera | Total carrera | 133   | 22    | 13              | 4               | 0                     | 0                     | 146   | 26    | 0,18    |